# Christus und die sieben Laden
Zur spätmittelalterlichen belehrenden Erbauungsliteratur gehört die Schrift Christus und die sieben Laden, in der Jesus Christus in der Rolle eines Kaufmanns einen Einsiedler, der „in die Welt“ zurückkehren möchte, wieder auf den rechten Weg bringt. Die sieben „köstlichen Laden“, die Güter, die Christus anbietet, stehen dabei für die christlichen Tugenden, für die sieben Seligpreisungen nach den Evangelien.
Überliefert ist der Text in über 30 deutschsprachigen Handschriften.